# Erik Mykland
Erik Mykland, född 21 juli 1971 i Risørs kommun, är en norsk före detta fotbollsspelare. Under sin karriär spelade han främst för IK Start men även för bland annat Panathinaikos, 1860 München och FC Köpenhamn. För det norska landslaget gjorde han 78 landskamper. Mykland har också varit med i VM 1994, VM 1998 samt EM 2000.

## Karriär

### Klubblag
Erik Mykland startade sin karriär i Bryne FK, innan han köptes av IK Start 1989. Han gjorde sin debut mot Moss FK och spelade nio matcher under sin första säsong i klubben. 1990 blev Mykland utsedd till årets mittfältare i Tippeligaen när Start slutade trea. Under säsongen vann man bland annat över giganterna Rosenborg med 5-0. Han blev även utsedd till årets mittfältare 1992.
Efter att Start åkt ur Tippeligaen 1996 lämnade han för FC Linz i Österrike. Efter en säsong så gick Mykland vidare till grekiska Panathinaikos. 2000 gick han vidare till 1860 München, som han fick lämna efter 18 månader efter att ha hamnat i ett bråk med tränaren Peter Pacult. I januari 2002 skrev han istället på för FC Köpenhamn. I Köpenhamn var han ofta skadedrabbad och fick ett dåligt rykte i danska tidningar. Ekstra Bladet hittade Mykland 04.30 på morgonen, tre dagar innan en match, full på trottoaren utanför en nattklubb där han frågade andra som gick förbi om dom ville bryta arm.
I juni 2004 avslutade Mykland karriären efter att ha varit skadad i nästan ett år. Fyra år senare gjorde han dock en comeback i sin gamla klubb IK Start i Adeccoligaen. 2 september 2008 blev dock Mykland åtalad för innehav av kokain. I mars 2009 dömdes han till 140 timmars samhällstjänst för brottet.

### Landslag
Erik Mykland gjorde debut för Norges landslag 7 november 1990 mot Tunisien som Norge vann med 3-1. Sitt första landslagsmål gjorde han i kvalet till VM 1994 då San Marino slogs tillbaka med 10-0.
Han var med och spelade i VM 1994, VM 1998 och EM 2000. Totalt spelade Mykland 78 landskamper och gjorde två mål.

## Meriter
FC Köpenhamn
- Superligaen: 2003, 2004
- Danska cupen: 2004